# Philippe Tourret
Philippe Tourret (Francia, 8 de julio de 1967) es un atleta francés retirado especializado en la prueba de 60 m vallas, en la que consiguió ser medallista de bronce europeo en pista cubierta en 1989.

## Carrera deportiva
En el Campeonato Europeo de Atletismo en Pista Cubierta de 1989 ganó la medalla de bronce en los 60 m vallas, con un tiempo de 7.67 segundos, tras el británico Colin Jackson y el alemán Holger Pohland.